# Anže Semenič
Anže Semenič, né le 1er août 1993 à Kranj, est un sauteur à ski slovène.

## Biographie
Participant à la Coupe OPA à partir de 2010, Anže Semenič est intégré à l'équipe nationale pour la saison 2012-2013, où il remporte le classement Coupe continentale, qu'il gagne de nouveau en 2015. En 2013, il remporte aussi son premier titre international, gagnant la compétition par équipes aux Championnats du monde junior.
Il démarre aussi en Coupe du monde en janvier 2013 à Wisła. Il marque ses premiers points lors de la saison 2014-2015, où il termine dixième d'un concours à Planica et gagne une épreuve par équipes au même lieu. 
En septembre 2016, il remporte sa première compétition dans l'élite du saut à l'occasion du Grand Prix à Tchaïkovski, après une deuxième place la veille, derrière Robert Kranjec.
Il est médaillé d'argent aux Mondiaux de vol à ski 2018 par équipes à Oberstdorf. Il remporte sa première victoire (et son premier podium individuel) en Coupe du monde une semaine plus tard à Zakopane, devant Andreas Wellinger et Peter Prevc dans des conditions de vent changeantes. Il est aussi participant aux Jeux olympiques à Pyeongchang, où il est notamment cinquième par équipes.
Le 16 mars 2019, Anže Semenič, Timi Zajc, Peter et Domen Prevc offrent à la Slovénie la victoire en Norvège lors du concours de vol à skis par équipe de Vikersund, devançant l'Allemagne et l'Autriche.

## Palmarès

### Jeux olympiques
| Épreuve / Édition | Pyeongchang 2018 |
| Petit tremplin    | -                |
| Grand tremplin    | 27e              |
| Par équipes       | 5e               |

### Championnats du monde de vol à ski
| Épreuve / Édition | Oberstdorf 2018 |
| Individuel        | 14e             |
| Par équipes       | Argent          |

### Coupe du monde
- Meilleur classement général : 22e en 2018.
- 1 podium individuel : 1 victoire.
- 6 podiums par équipes, dont 2 victoires.

#### Victoires
| Année     | Lieu                |
| 2017-2018 | Zakopane (Pologne), |

#### Différents classements en Coupe du monde
| Année     | Classement général final |
| 2014-2015 | 53e                      |
| 2015-2016 | 64e                      |
| 2016-2017 | 45e                      |
| 2017-2018 | 22e                      |
| 2018-2019 | 28e                      |
| 2019-2020 | 37e                      |
| 2020-2021 | 51e                      |
| 2021-2022 | 61e                      |

### Championnats du monde junior
- Médaille d'or dans l'épreuve par équipes en 2013 à Liberec.

### Grand Prix
- 2 podiums individuels, dont 1 victoire.

### Coupe continentale
- Vainqueur du classement général en 2013 et 2015.
- 16 podiums, dont 9 victoires.

Palmarès après l'édition 2019-2020